# Villenave-près-Marsac
Villenave-près-Marsac település Franciaországban, Hautes-Pyrénées megyében. Lakosainak száma 110 fő (2022. január 1.). Villenave-près-Marsac Camalès, Marsac, Pujo, Tostat és Ugnouas községekkel határos.

## Népesség
A település népessége az elmúlt években az alábbi módon változott:
| Lakosok száma | 70   | 80   | 86   | 90   | 95   | 101  | 106  | 109  | 110  |
|               | 2013 | 2015 | 2016 | 2017 | 2018 | 2019 | 2020 | 2021 | 2022 |